# Kevin Herron
Kevin Herron (...) è un allenatore di football americano statunitense naturalizzato tedesco, che allena i Munich Ravens.
Nato negli Stati Uniti, si è trasferito in Germania da bambino. Nel 1999 ha intrapreso la carriera da allenatore per diverse squadre di club tedesche e austriache (la giovanile NFA Monarchs, Königsbrunn Ants, Munich Cowboys e Plattling Black Hawks in GFL, Tirol Raiders in AFL) e selezioni (Bayern Warriors).

## Palmarès
- Austrian Bowl (Tirol Raiders: 2011, 2015, 2018, 2019, 2021)
- Eurobowl (Tirol Raiders: 2011)
- CEFL Bowl (Tirol Raiders: 2017, 2018, 2019)
- Superfinal (Tirol Raiders: 2018)
- ECTC Championship Game (Tirol Raiders: 2019)